# Nets (entreprise)
Pour les articles homonymes, voir Nets.
Nets est une entreprise danoise de services financiers.

## Histoire
En juin 2018, Nets annonce sa fusion avec Concardis, une entreprise allemande, créant un nouvel ensemble avec 3 500 employés et 1,3 milliard de chiffre d'affaires.
En août 2019, MasterCard annonce lancer une offre d'acquisition sur une partie de l'activité de Nets, pour 2,85 milliards d'euros.
En novembre 2020, Nexi annonce sa fusion avec Nets, dans une transaction d'une valeur de 9,2 milliards d'euros, peu de temps après que Nexi est annoncée fusionner ses activités avec SIA, fusion qui n'est pas remise en cause par cette dernière acquisition.